# Gare de Novi Sad

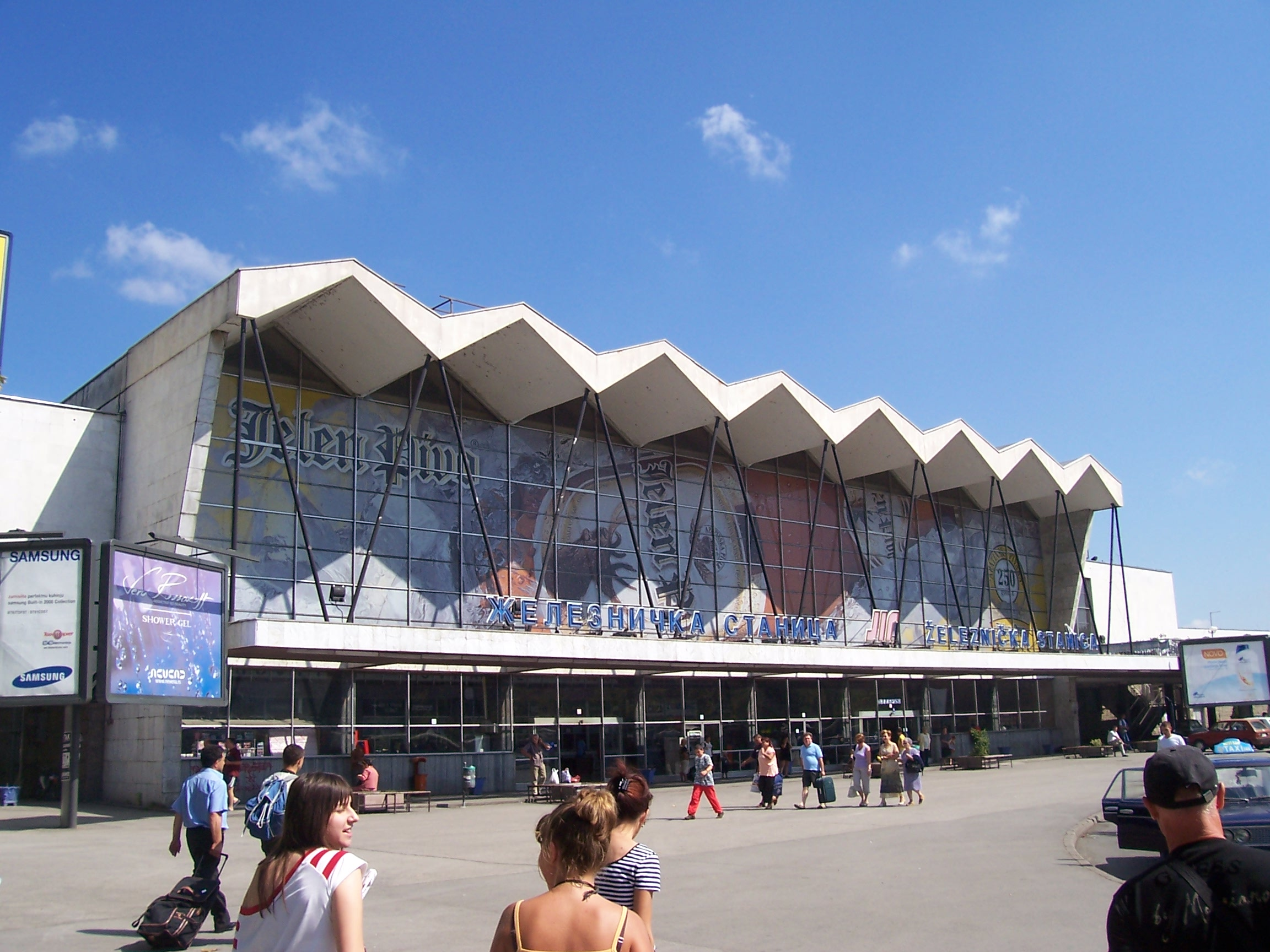
La gare avant les rénovations de 2022-2024.

La gare de Novi Sad (en serbe cyrillique : Железничка станица Нови Сад ; en serbe latin : Železnička stanica Novi Sad) est une gare ferroviaire serbe située à Novi Sad, la capitale de la province autonome de Voïvodine.
La gare est située dans le centre de la ville, à proximité de la principale gare routière et de nombreuses lignes de transport en commun.
L'effondrement de son auvent le 1er novembre 2024, alors qui venait d'être rénové, entraîne la mort d'au moins 14 personnes et déclenche des manifestations d'étudiants contre la corruption, d'abord à Novid Sad puis dans toutes les grandes villes de Serbie, entrainant la démission du Premier ministre.

## Histoire
Construite à partir de 1963, la gare est inaugurée le 31 mai 1964.